# Свободная экономическая зона Рас-эль-Хайма
Свободная экономическая зона Рас-эль-Хайма (RAKEZ) — одна из «свободных зон» Объединенных Арабских Эмиратов (ОАЭ). Расположена в эмирате Рас-эль-Хайма в самой северной части ОАЭ, в 45 минутах езды от Дубай. Была основана в мае 2000 г. Постановлением правителя Рас-эль-Хайма Его Высочества шейха Сакра бин Мохаммада Аль Кассими, а его председателем был назначен Его Высочество шейх Файзал бин Сакр Аль Кассими.
RAKEZ имеет пять парков в Рас-эль-Хайма — Бизнес-парк, Индустриальный парк, Технологический парк, Авиационный парк и Научную зону. Имеет также представительства в Турции, Индии, Германии и США и является первой свободной зоной, которая предлагает бизнес-центр, а также инновационный центр и центр развития в четырёх местах ОАЭ.
Содержание

## Парки RAK FTZ

### Бизнес-парк
Бизнес-парк RAKEZ состоит из пяти зданий — Бизнес-центров 1-4 и Административного здания. Бизнес-парк находится в сердце делового района Рас-эль-Хайма.

### Индустриальный парк
Индустриальный парк расположен вдоль прибрежной дороги Рас-эль-Хайма в 18 км от Рас-эль-Хайма и примыкает к острову Хулайла. Парк находится в 6 км от порта Сакр, занимая площадь в 128 га. Создан для развития тяжелой промышленности, складов и обеспечения энергоснабжения. Парк включает в себя здания для проживания персонала, таможенное управление, консультационный центр и другие административные центры оказания поддержки и услуг.
Индустриальный парк Аль Гайл: Расположен к югу от Рас-эль-Хайма, занимая площадь 223 га; предназначен для тяжелой промышленности.

### Технологический парк
Расположенный к югу от Рас-эль-Хайма, Технологический парк имеет преимущество соседства с Дубай благодаря Дороге Эмираты и Международному аэропорту Рас-эль-Хайма. Занимая площадь 100 га, он находится напротив курорта Аль Хамра Виллидж. Парк находится в быстро развивающейся зоне, предназначенной для легкой промышленности, автоматизированного производства и капиталоемких проектов в разных сферах жизни.

### Авиационный парк
Расположен в международном аэропорту Рас-эль-Хайма, занимает площадь 75 000 квадратных метров, предназначен для специализированных операций по техническому обслуживанию, ремонту и реконструкции.

### Научная зона (Образовательный парк)
В Научной зоне находятся образовательные организации, которые предлагают образовательные программы для RAK и более широких сообществ ОАЭ. Главные здания (Научная зона 1 и 2) расположены в районе Бизнес-парка RAKEZ. Некоторые образовательные организации, основанные в свободной зоне, работают в отдельных кампусах.

## Международные офисы RAK FTZ

### Индия
Индийский офис RAK FTZ в Мумбаи официально начал свою деятельность в августе 2005 г., это была первая свободная зона ОАЭ, которая открыла офис взаимодействия в Индии. Большинство клиентов RAK FTZ находятся в Индии.

### Турция
Турецкий офис взаимодействия Свободной экономической зоны Рас-эль-Хайма был основан в декабре 2007 г. Он находится в одном из самых престижных районов Стамбула — Левенте. RAK FTZ — единственная свободная экономическая зона ОАЭ, которая имеет Офис взаимодействия в Турции.

### Германия
Немецкий офис взаимодействия Свободной экономической зоны Рас-эль-Хайма был основан в апреле 2008 г. в ответ на большой интерес к свободной зоне рынка Германии. Он расположен в Медиа Парке в Кёльне. Офис в Германии — центр деятельности RAK FTZ в центральной Европе.

## Бизнес-центры и центры продвижения RAK FTZ ОАЭ
Управление Свободной экономической зоны Рас-эль-Хайма имеет бизнес-центры и/или центры развития в Дубай и Абу-Даби.
ДУБАЙ RAK FTZ в настоящее время имеет два бизнес-центра/центра развития и инновационных центра в Дубае:
Бизнес-центр Фермонт Бизнес-центр и офис RAK FTZ на седьмом этаже Фермонт Дубай в финансовом районе Дубай на Шейх Зайед Роуд, возле Центра международной торговли Дубай, Дубайского международного центра конвенций, Эмирейтс Тауэрс, Эндиго Тауэрс, Дубайского международного финансового центра(DIFC) и Бурдж-Халифа.
Центр развития и инноваций «Фестиваль Сити» RAK FTZ находится в «Фестиваль Сити Дубай» в Дубай.

### Абу-Даби
RAK FTZ имеет один центр развития и инноваций в Абу-Даби Молл (Абу-Даби)